# Вектор Витта
Вектор Витта (в математике) — бесконечная последовательность элементов коммутативного кольца.
Эрнст Витт (нем. Ernst Witt) показал, как наложить структуру кольца на множество векторов Витта таким образом, что кольцо векторов Витта над конечным полем порядка p является кольцом p-адических целых.
Э. Витт предложил эти вектора впервые в 1937 году в связи с описанием неразветвлённых расширений полей р-адических чисел, а также (первичная мотивация Витта) циклических расширений полей характеристики p (см. Witt 1937). Позже векторы Витта были применены при изучении алгебраических многообразий над полем положительной характеристики, а также в теории коммутативных алгебраических групп и в теории формальных групп.

## Мотивация
Любое p-адическое целое может быть записано однозначно в виде степенного ряда
{\displaystyle a_{0}+a_{1}p^{1}+a_{2}p^{2}+...} , где {\displaystyle a_{i}} обычно берутся из множества {\displaystyle {0,1,2,...,p-1}}.
Это множество ― не единственно возможное представление, и Тайхмюллер предложил другое множество, состоящее из 0 и {\displaystyle p-1} корней единицы. Другими словами, p корней
{\displaystyle x^{p}-x=0}.
Это представление Тайхмюллера может быть отождествлено с элементами конечного поля {\displaystyle F_{p}} порядка p (используя остатки по модулю p), так что это представление устанавливает соответствие между бесконечной последовательностью элементов поля {\displaystyle F_{p}} и набором p-адических чисел.
Как явно описать результат сложения и умножения двух бесконечных последовательностей элементов {\displaystyle F_{p}}, являющихся представлениями Тайхмюллера для p-адических целых? Эта проблема была решена Виттом с использованием векторов Витта.

## Построение колец Витта
Возьмём простое число p. Вектор Витта над коммутативным кольцом R ― это последовательность {\displaystyle {X_{0},X_{1},X_{2},...}} элементов R. Определим многочлены Витта {\displaystyle W_{i}} следующим образом:
{\displaystyle W_{0}=X_{0}}
{\displaystyle W_{1}=X_{0}^{p}+pX_{1}}
{\displaystyle W_{2}=X_{0}^{p^{2}}+pX_{1}^{p}+p^{2}X_{2}}
в общем виде
{\displaystyle W_{n}=\sum _{i}p^{i}X_{i}^{p^{n-i}}.}
Витт показал, что имеется единственная функториальная конструкция коммутативного кольца (не R-алгебры!) W(R) для любого коммутативного кольца R такое, что элементы W(R)—векторы Витта и такое, что каждый многочлен Витта {\displaystyle W_{n}} представляет собой гомоморфизм кольца W(R) в R. При этом, «функториальная» означает, что к конструкции кольца W(R) для любого кольца R ещё придана конструкция гомоморфизма колец {\displaystyle W\left(R\right)\to W\left(S\right)} для каждого гомоморфизма колец {\displaystyle R\to S} такая, что в результате W — функтор из категории коммутативных колец в саму себя.
Кольцо W(R) называется кольцом векторов Витта над R. Сумма и произведение двух элементов W(R) задаются некими многочленами с целыми коэффициентами, не зависящими от R.
Несколько первых многочленов, дающих сумму и ироизведение векторов Витта могут быть представлены явно. Например,
(X0, X1,…) + (Y0, Y1,…) = (X0+Y0, X1 + Y1 + (X0p + Y0p − (X0 + Y0)p)/p, …)
(X0, X1,…) × (Y0, Y1,…) = (X0Y0, X0pY1 + Y0pX1 + p X1Y1, …)

## Примеры
- Кольцо Витта любого коммутативного кольца R, в котором p обратимо, просто изоморфно {\displaystyle R^{N}} (произведению конечного числа копий R). Фактически, многочлены Витта всегда дают гомоморфизм из кольца векторов Витта в {\displaystyle R^{N}}, и, если p ― обратимо, этот гомоморфизм является изоморфизмом.
- Кольцо Витта над конечным полем порядка p является кольцом p-адических целых чисел.
- кольцо Витта конечного поля порядка {\displaystyle p^{n}} является неразветвленное расширение степени n кольца p-адических целых.

## Универсальные векторы Витта
Многочлены Витта для различных простых p являются специальным случаем универсальных многочленов Витта, которые могут быть использованы для построения универсальных колец Витта (не зависящих от простого p).
Определим универсальные полиномы Витта {\displaystyle W_{n}} для {\displaystyle n\geq 1} формулами
{\displaystyle W_{1}=X_{1}}
{\displaystyle W_{2}=X_{1}^{2}+2X_{2}}
{\displaystyle W_{3}=X_{1}^{3}+3X_{3}}
{\displaystyle W_{4}=X_{1}^{4}+2X_{2}^{2}+4X_{4}}
в общем виде
{\displaystyle W_{n}=\sum _{d|n}dX_{d}^{n/d}.}
Можно использовать эти полиномы, чтобы определить кольцо универсальных полиномов Витта над коммутативным кольцом R точно таким же образом, как и выше (так что универсальные полиномы Витта ― гомоморфизмы в кольцо R).

## Схемы кольца
Отображение коммутативного кольца R в кольцо векторов Витта над R (для фиксированного простого p) является функтором из коммутативного кольца в коммутативное кольцо, который тоже представим, так что его можно рассматривать как схему кольца, которая называется схемой Витта над Spec(Z). Схема Витта может быть канонически отождествлена со спектром кольца симметрических функций.
Аналогично, кольца усеченных векторов Витта и кольца универсальных векторов Витта соответствуют схемам кольца, которые называются усечёнными схемами Витта и универсальными схемами Витта .
Более того, функтор из коммутативного кольца R в множество {\displaystyle R^{n}}, представленные афинным пространством {\displaystyle \mathbb {A} _{\mathbb {Z} }^{n}} и структурой кольца {\displaystyle R^{n}} переводит {\displaystyle \mathbb {A} _{\mathbb {Z} }^{n}} в схему кольца {\displaystyle {\underline {\mathcal {O}}}^{n}}.
Из структуры усеченных векторов Витта следует, что их ассоциированная схема кольца {\displaystyle \mathbb {W} _{n}} является схемой {\displaystyle \mathbb {A} _{\mathbb {Z} }^{n}} с уникальной структурой кольца, так что морфизм {\displaystyle \mathbb {W} _{n}\rightarrow {\underline {\mathcal {O}}}^{n}} заданный полиномами Витта является морфизмом схем.

## Коммутативные унипотентные алгебраические группы
Над алгебраически замкнутом поле характеристики 0 любая унипотентная абелева связная алгебраическая группа изоморфна произведению копий аддитивной группы {\displaystyle G_{a}}.
Аналогия для полей с характеристикой p неверна ― усеченные схемы Витта являются контпримером (мы переводим их в алгебраическую группу, убирая структуру умножения и используя только структуру сложения.)